# Gravity Corporation
Gravity Corporation  (kor. 그라비티 주식회사) – koreańskie przedsiębiorstwo, które jest twórcą takich gier MMORPG jak Ragnarok Online, ROSE Online czy Requiem: Memento Mori.